# Бёрд, Изабелла
Изабелла Люси Бёрд (15 октября 1831 — 7 октября 1904) — британская исследовательница XIX века, писательница и натуралистка.

## Биография
Родилась в Боробридже, Йоркшир, 15 октября 1831 года в семье священника, выросла в Таттенхолле, Чешир. В детстве много болела, но с ранних лет отличалась тягой к странствиям. Начала путешествовать, когда ей исполнилось двадцать два года, отправившись сначала в Америку к родственникам чтобы поправить здоровье. Своё путешествие туда она описала в анонимной книге The Englishwoman in America («англичанка в Америке»), опубликованной в 1856 году. Через год она поехала в Канаду, затем в Шотландию.
В 1868 году она переехала к сестре на остров Малл, но снова начав испытывать проблемы со здоровьем, покинула Британию в 1872 году.
Её первым путешествием после 1872 года стала поездка в Австралию, вторым — на Гавайские острова (о которых написана её вторая книга). Затем она вновь отправилась в США, путешествовала по Колорадо и Скалистым горам, а после — в страны Азии: Китай, Японию и Юго-Восточную Азию (посетила современные Вьетнам, Малайзию, Сингапур).
В 1880 году, когда её сестра умерла от тифа, она вышла замуж за врача Джона Бишопа и вернулась в Британию, но в 1886 году, когда её муж умер, а её здоровье вновь ухудшилось, она снова отправилась в путешествие — на этот раз как миссионерка в Индию. Пробыв там три года, в 1889 году она отправилась в Тибет, а оттуда — в Персию, Курдистан и Османскую империю. Её последним большим путешествием стала поездка в 1897 году в Китай и Корею, где она путешествовала по берегам рек Хуанхэ и Янцзы, однако самым последним стало путешествие в Марокко в 1901 году, где она проехала тысячу миль вместе с берберами по пустыне и горам Атласа и оказалась на приёме у султана. Она умерла в Эдинбурге в 1904 году, планируя новую поездку в Китай.
О почти каждом из своих путешествий она написала книги. Наиболее известные её работы: Unbeaten tracks in Japan (1880, 2 тома), Journeys in Persia and Kurdistan (1891, 3 тома), Among the Tibetans (1894), Korea and her Neighbours (1898, 2 тома), The Yangtze Valley and Beyond (1899), Chinese Pictures (1900). В 1892 году она стала первой женщиной-членом Королевского географического общества Великобритании.